# 다니엘레 파포니
다니엘레 파포니(이탈리아어: Daniele Paponi, 1988년 4월 16일, 안코나 ~ )는 이탈리아의 축구 선수이다.